# Yemi Osinbajo

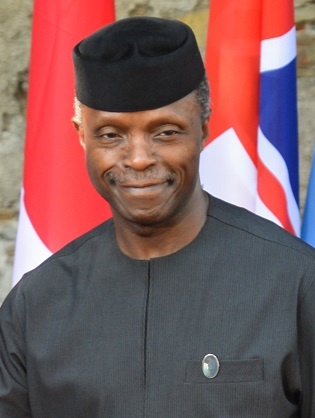
Yemi Osinbajo (2017)

Oluyemi Oluleke Osinbajo (* 8. März 1957 in Lagos, Nigeria) ist ein nigerianischer Anwalt
Rechtswissenschaftler und Gesellschafter einer Kanzlei. Im Zuge der Präsidentschaftswahl in Nigeria 2015 wurde er zum Vizepräsidenten Nigerias gewählt.

## Leben

### Ausbildung
Yemi erhielt seine Grundschulbildung an der Corona Schule. Zwischen 1969 und 1975 besuchte er das Igbobi College Yaba. Dort erhielt er einige Auszeichnungen: Gewinner des State Merit Award 1971; den Schulpreis für englische Rhetorik, 1972; Adeoba Preis für englische Rhetorik, 1972–1975; Elias-Preis für die beste Leistung in der Geschichte (WASC), 1973; Schulpreis für Literatur (HSC), 1975; African Statesman Intercollegiate Best Speaker’s Prize, 1974. Zwischen 1975 und 1978 ging er an die University of Lagos, wo er den Akademischen Grad Bachelor of Laws erwarb. Nach Erlangen eines ersten Hochschulabschlusses mit der Benotung „Upper second class“, erhielt er den Graham-Douglas-Preis für Wirtschaftsrecht. Im Jahr 1979 übernahm er eine obligatorische einjährige Ausbildung an der „Nigerian Law School“, bevor er als Rechtsanwalt und Anwalt am Obersten Gerichtshof Nigerias zugelassen wurde. Im Jahr 1980 ging er an die London School of Economics and Political Science, wo er seinen Master of Laws erwarb.

### Akademische Laufbahn
Während seiner Zeit an der Law School machte er ein Praktikum in der Kanzlei des Rechtsanwalts und Politikers Obafemi Awolowo. Von Ende 1979 bis 1980, tat er seinen Nationalen Jugenddienst im National Youth Service Corps für die Bendel Entwicklung und Planungsbehörde (BDPA) als Rechtsbeauftragter. Im Jahr 1981 begann er seine wissenschaftliche Arbeit als Dozent an der Universität von Lagos und behielt die Position bis 1988. Er wurde von 1988 bis 1991 zum Sonderberater des Attorney General des Bundes und des Justizministers (Rechtsberatung und Prozessführung) der Bundesrepublik Nigeria Bola Ajibola bestellt. Er war ein Berater des Attorney General des Bundesstaats bis 1992, als er zur Lehre zurückkehrte. Er wurde 1990 im Alter von 33 Jahren Professor für Recht. Danach gründete er eine Anwaltskanzlei (Osinbajo, Kukoyi & Adokpaye) als Partnerschaft, während er gleichzeitig als Rechtsprofessor und Leiter der Abteilung für Öffentliches Recht (1997–1999) an der Universität von Lagos wirkte. Im Jahr 1999 wurde er zum Mitglied und Vorsitzenden einer Denkfabrik und Übergangsarbeitsgruppe ernannt, die sich mit Strategien befasste, um von der Militärherrschaft zu einer demokratischen Regierung im Bundesstaat Lagos zu gelangen. Bola Tinubu war gerade als Gouverneur des Staates gewählt worden. Aufgrund seiner reformorientierte Beiträge zur Justiz, wurde er nach dem Amtsantritt der Regierung im Mai 1999 in das Kabinett bestellt.
Er trat später wieder in die Dienste der Universität von Lagos, wo er im Jahr 1997 Professor für Öffentliches Recht und Leiter der Abteilung für öffentliches Recht wurde, eine Position, die er zwei Jahre (1997–1999) innehatte. Nach seiner Amtszeit im Jahr 1999, wurde er sofort als Attorney General und Kommissar für Justiz von Lagos (Staat) ernannt. Osinbajo hielt diese Position für acht Jahre, bis zum Ende seiner Amtszeit im Jahr 2007.
Im Juni 2007 wurde er Senior Partner bei der Anwaltskanzlei SimmonsCooper Partners. Yemi arbeitete 1997–1999 im Sachverständigenausschuss für Verhalten und Disziplin der UN-Friedenstruppen des Generalsekretärs der Vereinten Nationen (2006), zur Bewertung der United Nations Operation in Somalia II (Mitarbeiter Justice Division UNOSOM II).
Er ist auch der Vorsitzende des Kuratoriums Board of Trustees der Redeemer's University und Anwalt des ehemaligen Präsidenten der Zentralbank von Nigeria, Sanusi Lamido Sanusi bei Klagen die Goodluck Ebele Jonathan, der ehemalige Präsident der Bundesrepublik Nigeria, angestrengt hatte.

### Politische Karriere
Nach der Gründung des All Progressives Congress (APC) im Jahr 2013 wurde Yemi beauftragt, in einer Arbeitsgruppe ein Manifest für die neue Partei zu entwerfen. Dies gipfelte in der Präsentation der „Fahrplan zu einem neuen Nigeria“, einem Dokument, das vom APC als öffentliche Absichtserklärung niedergelegt wurde für den Fall, dass sie an die Macht gewählt würde. Die Highlights der Roadmap beinhalten eine kostenlose Schulenspeisung, ein bedingter Geldtransfer von 25 Millionen an die ärmsten Nigerianer, wenn sie ihre Kinder in der Schule einschreiben und impfen lassen. Es gab auch eine Reihe von Programmen, um die wirtschaftlichen Chancen für den großen Anteil junger Bevölkerung Nigerias zu verbessern.
Am 17. Dezember 2014 ernannte ihn der Präsidentschaftskandidat des All Progressives Kongress, Muhammadu Buhari, als seinen Running Mate und Vizepräsidentschaftskandidaten in den 2015er Parlamentswahlen.
Am 31. März 2015 wurde General Buhari von der unabhängigen nationalen Wahlkommission (INEC) als Sieger der Präsidentschaftswahlen bestätigt. So wurde Professor Osinbajo der gewählte Vizepräsident der Bundesrepublik Nigeria. Beide werden am 29. Mai 2015 verpflichtet.

## Privatleben
Osinbajo ist mit Oludolapo Osinbajo, einer Enkelin von Obafemi Awolowo, verheiratet und hat drei Kinder. Er ist ein Hauptpastor und Motivational Speaker im Olive Tree House of Prayer for All Nations, Banana Island, einer Gemeinde der Pfingstgemeinde Redeemed Christian Church of God.
Er überlebte am 2. Februar 2019 einen Absturz an Bord eines Hubschraubers zusammen mit seinem Bruder; dieser war in Verbindung mit einer Wahlkampagne unterwegs.

## Veröffentlichungen
Kapitelbeiträge in Büchern
- The Common Law, The Evidence Act and The Interpretation of Section 5(a) in Essays in Honour of Judge Elias (1986) (J.A. Omotola, ed) S. 165-18.
- Some Reforms in The Nigerian Law of Evidence Chapter in Law and Development (1986), (J.A. Omotola and A.A. Adeogun eds.) S. 282–311.
- Rules of Evidence in Criminal Trials in the Nigerian Special Military Tribunals Chapter 2 in Essays on Nigerian Law, Vol ... 1, S. 28–42. (J.A. Omotola ed)
- Some Public Law Considerations in Environmental Protection.  Chapter in “Environmental Laws in Nigeria”, (J.A. Omotola ed.) 1990, S. 128–149.
- Domestic and International Protection for Women: „Landmarks on the Journey so far“ in Women and Children under Nigerian Law.  (Awa U. Kalu & Yemi Osinbajo eds.) 1990, S. 231–241.
- Some Problems of Proof of Bank Frauds and Other Financial Malpractices in Bank Frauds and Other Financial Malpractices in Nigeria (Awa Kalu ed.)
- FMJL Review Series, Modalities For The Implementation of The Transition Provisions in The New Constitution in Law Development and Administration (Yemi Osinbajo & Awa Kalu eds.) (1990).
- FMJL Review Series, Legal and Institutional Framework For The Eradication of Drug Trafficking in Nigeria – Narcotics: Laws and Policy in Nigeria (Awa Kalu & Yemi Osinbajo eds.) 1990.
- Proof of Customary Law in non-Customary Courts, - Towards a Restatement of Nigerian Customary Laws, (Osinbajo & Awa Kalu eds.) 1991.
- External Debt Management: Case Study of Nigeria – International Finance and External Debt Management, UNDP/UNCTC, 1991.
- Judicial and Quasi-judicial Processing of Economic and organized Crimes: Experiences, Problems etc.  Essays in Honour of Judge Bola Ajibola, (Prof. C.O. Okonkwo ed.) 1992.
- Human Rights, Economic Development and the Corruption Factor in Human Rights and the Rule of Law and Development in Africa (Paul T. Zeleza et al. eds) 2004.

Artikel publiziert in juristischen Journalen
- Legitimacy and Illegitimacy under Nigerian Law Nig. J. Contemp. Law. (1984–87), S. 30–45.
- Unraveling Evidence of Spouses in Nigeria, Legal Practitioners Review Vol. 1 No. 2 1987, S. 23–28.
- Can States Legislate on Rules of Evidence?  Nigerian Current Law Review 1985, S. 234–242.
- Problems of Proof in Declaration of Title to Land, Journal of Private and Property Law Vol. 6 & 7, October 1986, S. 47–68.
- Interpretation of Section 131(a) of the Evidence Act. Journal of Private and Property Law Vol. 6 & 7 (1986), S. 118–122.
- Review of Some Decrees of the Structural Adjustment Era (Part 1, 2, 3), (1989) 2 GRBPL No. 2 (Gravitas Review of Business and Property Law) S. 60–63, (1989) 2 GRBPL No. 3 (Gravitas Review of Business and Property Law) S. 51–55, (1989) 2 GRBPL No. 4 (Gravitas Review of Business and Property Law).
- Current Issues in Transnational Lending and Debt Restructuring Agreements part 1 and 2, Autonomy, Academic Freedom and the Laws Establishing Universities in Nigeria (1990) Jus. Vol. 1 No. 2, S. 53–64, Admissibility of Computer Generated Evidence.  (1990) Jus. Vol. 1 No. 1, S. 9–12.
- Allegations of Crime in Civil Proceedings, U.I. Law Review 1987.
- Roles, Duties and Liabilities of Collateral Participants and Professional Advisers in Unit Trust Schemes (1991) Jus. Vol. 1 No. 7 pgs. 71–83, Reform of the Criminal Law of Evidence in Nigeria (1991) Jus. 2 No. 4 Pgs. 71–98
- Profit and Loss Sharing Banks – (1990) Jus. Vol. 2 No. 8, Juvenile Justice Administration in Nigeria.
- A review of the Beijing Rules. (1991) Jus. Vol. 2 No. 6. Pgs. 65–73
- Sovereign Immunity in International Commercial Arbitration – The Nigerian experience and emerging state practice. African Journal of International and Comparative Law, 4 RADIC 1992, page 1–25, Human Rights and Economic Development in The International Lawyer.  1994, Vol. 28, No. 3 pgs. 727–742
- Legality in a Collapsed State:  The Somalia Experience 45 ICLQ 1996, pgs. 910–924.

Bücher
- Nigerian Media Law, GRAVITAS Publishers 1991
- Cases and Materials on Nigerian Law of Evidence, Macmillan, 1996
- Integration of the African Continent Through Law” (Edward Foakes Publishers, 1989, vol. 7, Federal Ministry of Justice Law Review Series)
- Towards A Better Administration of Justice System in Nigeria” (Edward Foakes Publishers, 1989)
- FMJL Review Series, “Women and Children Under Nigerian Law”
- FMJL Review Series, The Unification and Reform of the Nigerian Criminal Law and Procedure Codes – (Malthouse Press), 1990
- Law Development and Administration (Malthouse Press), 1990
- Narcotics: Law and Policy in Nigeria, FMJL Review Series 1990
- Perspectives on Human Rights in Nigeria FMJL Review Series 1991
- Perspectives on Corruption in Nigeria, FMJL Review Series 1992
- Democracy and the Law, FMJL Review Series, 1991
- The Citizens Report Card on Local Governments (with Omayeli Omatsola 1998)
- Economic, Social and Cultural Rights – A training Agenda for Nigeria (with Bankole Olubamise and Yinka Balogun, 1998) Legal Research and Resource Development Centre
- Annotated Rules of the Superior Courts of Nigeria (with Ade Ipaye)    Lexis-Nexis Butterworths 2004
- Cross Examination: A Trial Lawyer’s Most Potent Weapon (with Fola-Arthur Worrey) Lexis-Nexis Butterworths 2006